# Martín Villa Carenzo
Martín Villa Carenzo (n. 1934) es un farmacéutico, y botánico argentino, que desarrolló sus actividades académicas en el Instituto Miguel Lillo.

## Obra
- Villa Carenzo, M. 1972. Las Piperaceas chaqueñas. Notas preliminares para la Flora Chaqueña (Formosa, Chaco y Santiago del Estero).

### Coautoría
- Amengual, B.M. & Villa Carenzo, M. 1971. Catálogo bibliográfico fitoquímico Argentino II. Miscelánea 36, Fundación Miguel Lillo, Tucumán
- Meyer, T., Villa Carenzo, M. y P. Legname. 1977. Flora ilustrada de la Provincia de Tucumán. 1.ª entrega. Fundación Miguel Lillo. Tucumán. 305 pp.

- La abreviatura «Villa» se emplea para indicar a Martín Villa Carenzo como autoridad en la descripción y clasificación científica de los vegetales.[2]